# كالبا (فترة)
كالبا (بالإنجليزية: kalpa)‏ هي فترة طويلة من الزمن ( حقبة/دهر/عصر) في علم الكونيات الهندوسية والبوذية، وبشكل عام تشير إلى الفترة ما بين خلق وإعادة تكوين عالم أو كون جديد.
وتُدعى الكالبا بـ(الدورة الكبرى)، وتتألف من ألف ماها يوغا (دورة كونية صغرى)؛ أي 4320000 × 1000 = 4320000000 سنة من سنواتنا (أربعة مليارات وثلاثمائة وعشرين مليونًا)، وتؤلف يومًا واحدًا من أيام براهما، وهي تدور بملياراتها الأربعة كلما رمش فيشنو بعينه رمشة واحدة، وبعد أن تئول إلى نهايتها يليها ليل بطولها هو ليل براهما.